# Waldbau

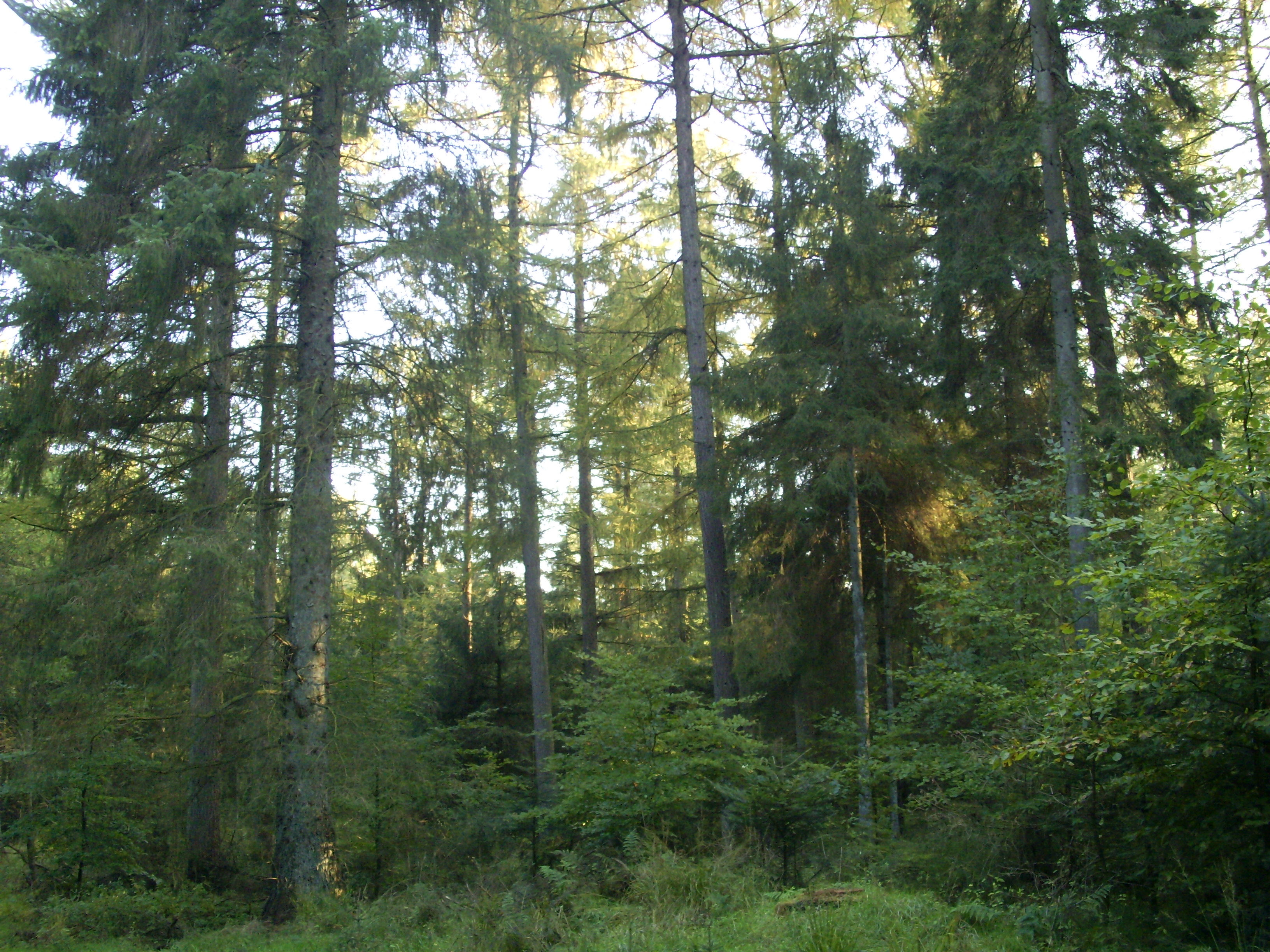
Beispiel für eine waldbauliche Maßnahme: In den bestehenden Nadelholzbestand wurden standortgerechte Buchen als Voranbau gepflanzt (Handewitter Forst)

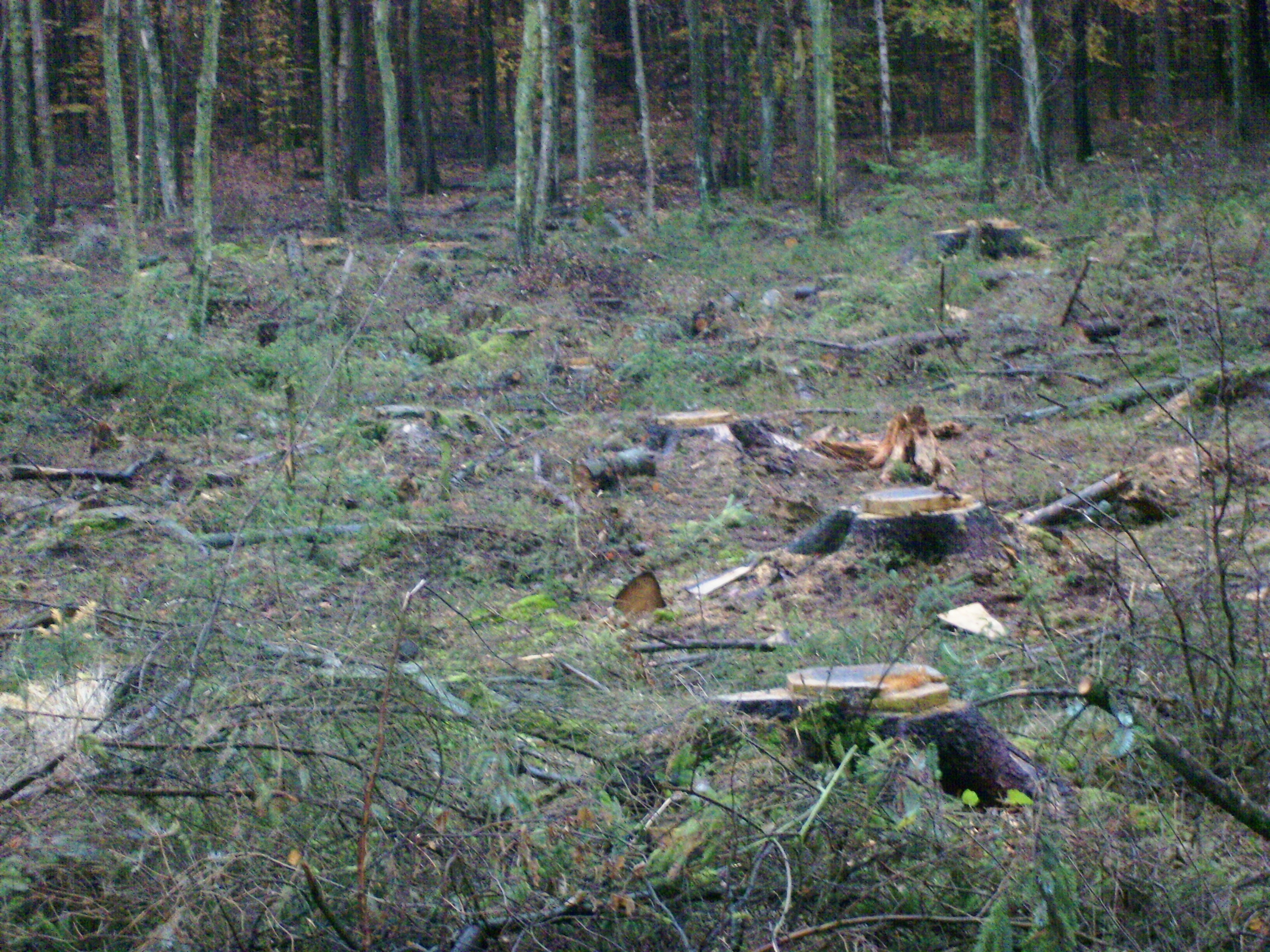
Weiteres Beispiel für eine waldbauliche Maßnahme: Fichtenabtrieb zugunsten von Laubhölzern in einem Feuchtgebiet (Bruchwald), Forstort: Klueser Wald

Der Waldbau ist ein zentraler Bestandteil der Forstwirtschaft. Er hat die Aufgabe, „die vorhandenen Wälder zu pflegen und zu verjüngen und neue Waldbestände zu begründen“. Das Ziel eines ökologischen Waldbaus besteht darin, das Wachstum und die Stabilität der Waldbestände zu sichern und zu verbessern, und dabei insbesondere das Prinzip der Nachhaltigkeit zu berücksichtigen und so den klimaplastischen Wald zu erschaffen.
Dabei spielt jedoch die wirtschaftliche Nutzung eine zentrale Rolle, die im Waldbau nicht unbedingt mit ökologischen Überlegungen übereinstimmt. Waldbau beinhaltet somit die forstwirtschaftliche „Begründung, Aufzucht, Pflege und der Nutzung von Waldbeständen unter Beachtung ökologischer und ökonomischer Gesichtspunkte.“
Der Begriff „Waldbau“ ist eine Wortschöpfung des Forstwissenschaftlers Heinrich Cotta, bekannt gemacht durch sein weit verbreitetes Lehrbuch Anweisung zum Waldbau (1817). Zuvor und auch noch lange danach war Holzzucht das dafür gängige Wort. Mit seiner Neuschöpfung lehnte sich Cotta sprachlich an den Ackerbau der Landwirte an. Er hatte dabei jedoch keineswegs einen „Holzacker“ im Sinn. Seine Lehre ging weit über den reinen Holzanbau hinaus.
Der Fachbegriff des naturnahen Waldbaus ist nicht trennscharf und verführt zur Verwechslung mit dem engeren Begriff der naturnahen Waldwirtschaft, die eine bestimmten ökologischen Prinzipien des Waldbaus folgende Bewirtschaftungsweise im Sinne der Arbeitsgemeinschaft Naturgemäße Waldwirtschaft (ANW) ist (Vorratswirtschaft, Einzelbaumnutzung, Kahlschlagfreiheit usw.).
In Deutschland variieren die Waldbaugrundsätzen je nach Vorgaben des jeweiligen Bundeslandes. In Sachsen gelten beispielsweise folgende Aspekte als waldbauliche Maßnahmen:
- Auslesedurchforstung
- Regulierung des Wildes (insbesondere der Paarhufer) auf ein waldverträgliches Maß (ggf. ergänzend Verbissschutz)
- weitgehender Verzicht auf Kahlschlag mit Naturverjüngung
- Aufforstung unter Beteiligung von Baumarten, die naturnahe Waldgesellschaften bilden
- Nach Möglichkeit Verzicht auf schwere Arbeitsmaschinen zur Verhinderung von Bodenverdichtung
- vorbeugender Waldschutz sowie Biotop- und Artenschutz

Viele dieser Punkte werden auch in Bayern aufgegriffen, wo man ebenfalls auf widerstandsfähige Mischwälder, Regulierung von Schalenwild und Naturverjüngung setzt. Der staatliche Forstbetrieb, die Bayerischen Staatsforsten verschweigen dabei jedoch nicht das Hauptproblem: die Betreiber wünschen sich Wälder, die einer Vielzahl von heimischen Tier- und Pflanzenarten als Lebensraum dienen, aber dennoch, auch bei klimatisch ungünstigen Bedingungen (wie Stürmen und anhaltender Hitze) sowie Schädlingsbefall (Borkenkäfer etc.), lukrativ sind. Sprich – ökologische Aspekte sind schön und gut, solange man trotzdem mit dem Wald „Geld verdienen kann“.